# Анудж Кумар
Анудж Кумар (англ. Anuj Kumar; нар. 5 серпня 1980) — індійський борець вільного стилю, дворазовий бронзовий призер чемпіонатів Азії, чемпіон Південноазійських ігор, дворазовий чемпіон Співдружності, дворазовий срібний призер Ігор Співдружності, учасник Олімпійських ігор.

## Життєпис
Боротьбою почав займатися з 1995 року.
Виступав за борцівський клуб «Субагс Варма» Делі. Тренери — Субагс Варма (з 1997), Маха Сінгх Рао.

## Спортивні результати на міжнародних змаганнях

### Виступи на Олімпіадах
| Змагання                    | Збірна | Вагова категорія          | Місце |
| --------------------------- | ------ | ------------------------- | ----- |
| Літні Олімпійські ігри 2004 | Індія  | вільна боротьба, до 84 кг | 16    |

### Виступи на Чемпіонатах світу
| Змагання                        | Збірна | Вагова категорія          | Місце |
| ------------------------------- | ------ | ------------------------- | ----- |
| Чемпіонат світу з боротьби 1999 | Індія  | вільна боротьба, до 85 кг | 23    |
| Чемпіонат світу з боротьби 2003 | Індія  | вільна боротьба, до 84 кг | 26    |

### Виступи на Чемпіонатах Азії
| Змагання                       | Збірна | Вагова категорія          | Місце  |
| ------------------------------ | ------ | ------------------------- | ------ |
| Чемпіонат Азії з боротьби 1999 | Індія  | вільна боротьба, до 85 кг | 7      |
| Чемпіонат Азії з боротьби 2000 | Індія  | вільна боротьба, до 85 кг | 9      |
| Чемпіонат Азії з боротьби 2003 | Індія  | вільна боротьба, до 84 кг | 6      |
| Чемпіонат Азії з боротьби 2005 | Індія  | вільна боротьба, до 84 кг | Бронза |
| Чемпіонат Азії з боротьби 2009 | Індія  | вільна боротьба, до 84 кг | Бронза |
| Чемпіонат Азії з боротьби 2010 | Індія  | вільна боротьба, до 84 кг | 7      |

### Виступи на Азійських іграх
| Змагання           | Збірна | Вагова категорія          | Місце |
| ------------------ | ------ | ------------------------- | ----- |
| Азійські ігри 2002 | Індія  | вільна боротьба, до 84 кг | 10    |
| Азійські ігри 2006 | Індія  | вільна боротьба, до 84 кг | 7     |

### Виступи на Південноазійських іграх
| Змагання                   | Збірна | Вагова категорія          | Місце  |
| -------------------------- | ------ | ------------------------- | ------ |
| Південноазійські ігри 1999 | Індія  | вільна боротьба, до 85 кг | Золото |

### Виступи на Іграх Співдружності
| Змагання                | Збірна | Вагова категорія          | Місце  |
| ----------------------- | ------ | ------------------------- | ------ |
| Ігри Співдружності 2002 | Індія  | вільна боротьба, до 84 кг | Срібло |
| Ігри Співдружності 2010 | Індія  | вільна боротьба, до 84 кг | Срібло |

### Виступи на Чемпіонатах Співдружності
| Змагання                                | Збірна | Вагова категорія          | Місце  |
| --------------------------------------- | ------ | ------------------------- | ------ |
| Чемпіонат Співдружності з боротьби 2003 | Індія  | вільна боротьба, до 84 кг | Золото |
| Чемпіонат Співдружності з боротьби 2005 | Індія  | вільна боротьба, до 84 кг | Золото |

### Виступи на інших змаганнях
| Змагання                                                      | Збірна | Вагова категорія          | Місце  |
| ------------------------------------------------------------- | ------ | ------------------------- | ------ |
| Олімпійський кваліфікаційний турнір з боротьби 2000 (Мінськ)  | Індія  | вільна боротьба, до 85 кг | 17     |
| Олімпійський кваліфікаційний турнір з боротьби 2000 (Лейпциг) | Індія  | вільна боротьба, до 85 кг | 14     |
| Гран-прі Німеччини з боротьби 2002                            | Індія  | вільна боротьба, до 84 кг | 8      |
| Олімпійський кваліфікаційний турнір з боротьби 2004 (Софія)   | Індія  | вільна боротьба, до 84 кг | Бронза |
| Олімпійський кваліфікаційний турнір з боротьби 2008 (Варшава) | Індія  | вільна боротьба, до 84 кг | 14     |
| Гран-прі Німеччини з боротьби 2009                            | Індія  | вільна боротьба, до 84 кг | 10     |

### Виступи на змаганнях молодших вікових груп
| Змагання                                      | Збірна | Вагова категорія          | Місце |
| --------------------------------------------- | ------ | ------------------------- | ----- |
| Чемпіонат світу з боротьби серед юніорів 1997 | Індія  | вільна боротьба, до 76 кг | 19    |
| Чемпіонат Азії з боротьби серед юніорів 1998  | Індія  | вільна боротьба, до 76 кг | 4     |
| Чемпіонат світу з боротьби серед юніорів 1998 | Індія  | вільна боротьба, до 76 кг | 11    |
| Чемпіонат Азії з боротьби серед юніорів 1999  | Індія  | вільна боротьба, до 85 кг | 4     |